# 단테역 (나폴리 지하철)
단테 (Dante) 역은 이탈리아 나폴리 지하철 1호선의 역이다. 나폴리 역사지구의 단테 광장에 위치해 있다.

## 상세
1999년 건축가 가에 아울렌티가 설계하였으며 2002년 3월 27일 카를로 아첼리오 참피 대통령이 참석한 가운데 정식 개통되었다. 나폴리 지하철의 예술역 프로젝트를 진행하는 역 중 하나이기도 하다. 역 외부는 유리와 철골로 구성된 두 개의 파빌리온으로 되어 있다.
역 내부에 전시된 작품은 나폴리와 이탈리아, 그리고 해외 작가들이 제작한 것이다. 재니스 코넬리스의 <무제>는 들보와 신발, 코트, 모자, 장난감을 구성한 작품이며, 조지프 코수스의 <보이는 물건들>은 단테의 작품 《콘비비오》에서 등장하는 가사를 네온으로 형상화하였다.
단테 역은 1면 2선의 섬식 승강장 구조로 되어 있으며 계단, 에스컬레이터, 엘리베이터가 역내에 설치되어 있다. 역 출입구는 여러 개가 있지만 모두 단테 광장으로 나가는 방향이다.

## 시설
이 역에는 다음과 같은 시설이 있다.
- 매표기

## 환승
- 버스 정류장